# 프로틴 스파클링
프로틴 스파클링은 칼로바이에서 만든 음료수 중에 하나이다. 단백질을 주로 담고 있는 영양 보충 음료수 중에 하나이다.

## 특징
단백질을 보충하기 위해 먹는 음료로 탄산음료 중에 하나이다. 다이어트를 위해 제조된 음료 중에 하나이기도 하며 2021년부터 출시된 제품이다.

## 맛
- 포도 맛
- 레몬 & 라임 맛
- 핑크자몽 맛

## 같이 보기
- 탄산음료
- 단백질